# Stepnoie (Krasnodar)
|  | Per a altres significats, vegeu «Stepnoie». |

Stepnoie - Степное (rus) és un possiólok del krai de Krasnodar, a Rússia. És a 10 km al nord de Kusxóvskaia i a 186 km al nord de Krasnodar. Pertany a l'stanitsa de Kusxóvskaia. El 2010 tenia 501 habitants.